# Autorretrato (El Greco)
Autorretrato o Retrato de un caballero anciano es un retrato realizado por el Greco en su último periodo toledano. En el segundo inventario realizado por Jorge Manuel Theotocópuli, después de la muerte del Greco, figura, en el número 189,  "un retrato de mi padre con su quadro guarnecido" pero no hay ninguna certeza de que se trate del presente lienzo.

## Polémica sobre el personaje
Este lienzo fue identificado como autorretrato del pintor cuando entró a formar parte de la colección de Aureliano de Beruete, en Madrid. Ya en 1906, Paul Lafond señaló que dicha identificación era sólo una hipótesis, por su semejanza con otras figuras de sus pinturas. Varios autores dudan que sea un autorretrato del Greco: según Wethey, el personaje retratado no se parece a otros probables retratos del pintor, Gudiol lo titula Cabeza de viejo y Cossío también duda que sea un autorretrato del pintor. Actualmente esta obra pertenece al Museo Metropolitano de Arte, donde consta como Portrait of an Old Man.

## Análisis de la obra

### Datos técnicos y registrales
- Museo Metropolitano de Arte, de Nueva York, número de catálogo P000806;
- Pintura al óleo sobre lienzo; 59 x 46 cm, según wethey (52.7 x 46.7 cm, según el museo);
- Fecha de realización: ca.1595-1600;
- La firma espuria con letras griegas en cursiva: —δομήνικος θεοτοκóπουλος ε'ποíει— desapareció cuando se limpió el lienzo en 1947;[8]
- Catalogado por Harold Wethey con el número 156, y por Tiziana Frati con el 108.[9]

### Descripción
Esta pintura fue realizada alrededor de 1595 —cuando el Greco tenía unos 55 años— en uno de los momentos de máxima creatividad en su carrera, después de haber pintado El entierro del conde de Orgaz. En el presente lienzo sigue la huella de Tiziano y de Tintoretto —de quienes aprendió en Venecia— destacando tanto los grandes ojos del personaje, como su mirada directa. El pintor emplea una pincelada muy rápida, que no se detiene en detalles, sino que contribuye a crear un poderoso ambiente de intimidad. La pintura está oscurecida y en malas condiciones. El lienzo tenía una añadidura en la parte inferior, de hace no muchos años.

## Procedencia
1. Marqués de Heredia, Madrid;
2. Arteche, Madrid (1892);
3. Vendido en 1892 a Aureliano de Beruete, Madrid (1892-d.1922);
4. Su viuda (1922-1924);
5. Vendido al Metropolitan Museum.[11]